# خليج العرب
خليج العرب، خليج كبير يقع إلى الغرب من مدينة الإسكندرية في مصر، لا ينبغي الخلط بينه وبين الخليج العربي.

## الموقع
يطل علي البحر الأبيض المتوسط ويحتوي على أقصى نقطة جنوبية من بحر الشام (أقصى شرق البحر المتوسط)، والتي تقع على بعد حوالي 92 كم بين الغرب والجنوب الغربي من مركز مدينة الإسكندرية.
من الناحية الجيولوجية، الخليج هو واحد من سلسلة الطيات المقعرة المتتابعة على طول الساحل الشمالي لأفريقيا.
غرب قمة الخليج يوجد مجتمع، بدء كميناء نفطي ولكنه الآن منتجع، لم يكن له أهمية كبيرة قبل الحرب العالمية الثانية وهو مدينة العلمين، موقع معركة العلمين الأولى ومعركة العلمين الثانية الشهيرتان (كلاهما عام 1942م).